# Васконская гипотеза

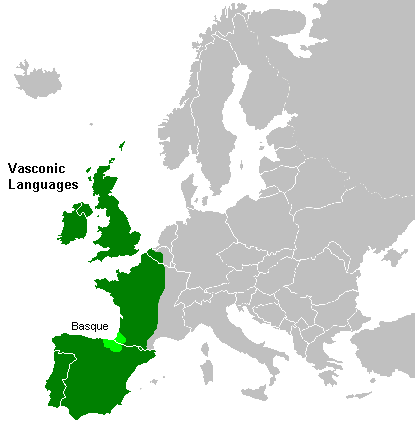
Предположительный ареал васконских языков

Васконская гипотеза — гипотеза о том, что многие языки Западной Европы испытали влияние гипотетической «васконской» языковой семьи, единственным живым языком которой является баскский. Выдвинута немецким лингвистом Тео Феннеманном (Мюнхенский университет имени Людвига Максимилиана), однако дальнейшего академического признания не получила.
Согласно Феннеманну, «васконские языки» были широко распространены в Европе до появления индоевропейских языков. От них остались топонимы в Центральной и Восточной Европе; они также оставили следы в словарном запасе германских и балто-славянских языков, которые не могут быть объяснены наличием общих индоевропейских корней.
Феннеманн полагает, что после ледникового периода васконские народы расселились с Пиренейского полуострова и Южной Франции по всей Европе, где дали названия рекам и местностям, часто сохранившиеся и после того, как васконские языки были заменены индоевропейскими. Частичное несоответствие палеоевропейской гидронимики индоевропейским корням было отмечено и ранее, и известно как остатки доиндоевропейского языкового субстрата. Феннеманн предположил, что одним из элементов этого субстрата были васконские языки, так как гидронимы частично могут быть объяснены на основе баскского языка. Так, элемент названия «аран» (Валь-д’Аран, Арендал) могут быть объяснены при помощи баскского «харан» — «долина». Большинство лингвистов, однако, считают соответствующие корни индоевропейскими.
Другим доказательством васконской гипотезы Феннеманн считает остатки двадцатеричной системы счисления в кельтских, французском, датском и грузинском языках. Он также приводит генетические данные для иллюстрации утверждения, что баски генетически близки к другим европейским народам.

## Критика
Лингвисты, изучающие историю языков, отвергают васконскую гипотезу. Так, теории Феннеманна по топонимике и гидронимике вызвали критику британского лингвиста Китсона. Немецкий лингвист Дитер Штайнбауэр утверждал, что такой изолированный язык, как баскский, не может являться представительным для реконструкции языкового субстрата. Исследователи обладают слишком ограниченными данными об историческом развитии баскского языка, и баскский сам содержит много заимствований из индоевропейских языков. Штайнбауэр полагает, что кластеры согласных, которые Феннеман использовал для построения гипотезы, заимствованы. Штайнбауэр указал также на методологические ошибки, допущенные Феннеманом, сочтя, что гипотеза столкнулась с непреодолимыми трудностями.